# Filatovite
La filatovite è un minerale con una struttura analoga a quella dei minerali del gruppo del feldspato.

## Etimologia
Deve il suo nome in onore di Stanislav K. Filatov (nato nel 1940) mineralogista statunitense.

## Scoperta
Scoperto nel 2004, è il primo arseniato con una struttura tetraedrica di tipo feldspatoide. I felspati sono i minerali più comuni sulla superficie terrestre e la loro struttura è stata studiata diffusamente, ma fino alla scoperta della Filatovite non si riteneva possibile una struttura felspatoide basata su di un elemento pentavalente.

## Morfologia
Il minerale, si presenta in cristalli prismatici, fino a 0,3mm, ed è associato ad alumokluchevskite, lammerite, johillerite, silvite, ematite e tenorite.

## Origine e giacitura
Risulta il prodotto delle fumarole situate nella parte settentrionale dell'eruzione a fessura (avvenuta nel 1975) all'interno del complesso vulcanico di Tolbačik, nella penisola di Kamčatka, Russia.